# Eleutheromenia sierra
Eleutheromenia sierra är en blötdjursart som först beskrevs av Georges Florentin Pruvot 1890.  Eleutheromenia sierra ingår i släktet Eleutheromenia och familjen Pararrhopaliidae. Inga underarter finns listade i Catalogue of Life.